# Västerhus
Västerhus is een plaats in de gemeente Örnsköldsvik in het landschap Ångermanland en de provincie Västernorrlands län in Zweden. De plaats heeft 275 inwoners (2005) en een oppervlakte van 101 hectare. De plaats ligt vlak bij, maar net niet aan, het meer Självadfjärden en de kleine rivier/verbindingswater tussen twee meren Billstasundet.